# مليك فال
مليك فال (بالفرنسية: Malick Fall)‏ (17 نوفمبر 1968 في السنغال - ) هو لاعب كرة قدم سنغالي في مركز الهجوم، شارك في كأس الأمم الأفريقية 1992. وشارك مع منتخب السنغال لكرة القدم. أما مع النوادي، فقد لعب مع نادي أميين ونادي أنجيه ونادي بريست ونادي منشية بني حسن ونادي أبفيل ‏.